# Kendaga
Kendaga is een bestuurslaag in het regentschap Banjarnegara van de provincie Midden-Java, Indonesië. Kendaga telt 3378 inwoners (volkstelling 2010).